# Coryphaenoides acrolepis
Coryphaenoides acrolepis es una especie de pez de la familia Macrouridae en el orden de los Gadiformes.

## Morfología
Los machos pueden llegar alcanzar los 104 cm de longitud total y 3.000 g de peso.

## Reproducción
Es ovíparo y de  larvas  planctónicas.

## Alimentación
Los adultos comen pecesitos,  gambas, anfípodo s, cefalópodos y cochinillas de la humedad.

## Hábitat
Es un pez de aguas profundas que vive entre 300-3.700 m de profundidad.

## Distribución geográfica
Se encuentra en el Pacífico norte: desde el norte del Japón hasta Ojotsk, la mar de Bering y, siguiendo la costa  estadounidense, hasta el norte de México.

## Longevidad
Puede vivir hasta los 73 años.